# 面 (幾何学)
初等幾何学における面（めん、英: face）は、立体図形の境界を成す二次元の図形を言う。平坦な面によって完全に囲まれた三次元図形を多面体と呼ぶ。
より一般に、多面体やより高次元の超多面体に関して、任意の次元の一般の超多面体の任意の次元の要素を機械的に表す用語としても「面」が用いられる。

## 多角形面
初等幾何学における面は多面体の境界を成す（中身の詰まった）多角形を言う。別名として、多面体（またはそれ以外の立体）の側面 (side) や平面充填（平面分割）の充填多角形 (tile) などが挙げられる。
例えば、立方体を囲む六つの正方形のどの一つも、この立方体の面である。場合によってはより広く多胞体（四次元超多面体）の二次元要素を表すのに「面」が用いられる。この意味では、例えば正八胞体は24個の正方形面を持ち、それは何れも8個の立方体胞の何れか二つの交面になっている。
| 正多面体                                 | 正星型多面体                                     | 正多角形充填                                                   | 正双曲型充填                                     | 凸正多胞体                               |
| {4,3}                                    | {5/2,5}                                          | {4,4}                                                          | {4,5}                                            | {4,3,3}                                  |
| ---------------------------------------- | ------------------------------------------------ | -------------------------------------------------------------- | ------------------------------------------------ | ---------------------------------------- |
| 立方体は各頂点に三つの正方形面が接続する | 小星型十二面体は各頂点に五つの五芒星面が接続する | ユークリッド平面の正方形充填は各頂点に四つの正方形面が接続する | 五位正方形充填は各頂点に五つの正方形面が接続する | 正八胞体は各辺に三つの正方形面が接続する |

何らかの図形の面とはなっていないほかの多角形にも、多面体や平面充填に対して重要なものが存在する。そのようなものとして、ペトリー多角形、頂点形状や琢刻多角形（多面体の同一面上にない共面頂点によって形作られる平面多角形）などがある。
任意の凸多面体の境界面はオイラー標数 {\displaystyle V-E+F=2} を持つ。ここに V は頂点数、E は辺数、F は面数であり、右辺の 2 は0次元ベッチ数 1 と2次元ベッチ数 1 の和、または多面体自身の数 1 と空集合の数 1 の和である。この等式はオイラーの多面体公式と呼ばれる。したがって、面の数は辺数から頂点数を引いたものより 2 だけ多い。例えば、立方体は 8 頂点、12 辺を持つから面数は 6 である。

## その他の面
円柱、円錐など多面体以外の立体図形は平坦でない面や多角形でない面 (surface) を持ち得る。そのようなものとして、底面または上面 (base or top)、側面 (lateral surface) などが挙げられる。

## 高次元の「面」
| 次元  | 英語   | 日本語     |
| ----- | ------ | ---------- |
| −1    | ∅      | (空集合)   |
| 0     | vertex | 頂点       |
| 1     | edge   | 辺         |
| 2     | face   | 面         |
| 3     | cell   | 胞         |
| ⋮     | ⋮      | ⋮          |
| k     | k-face | k-次元面   |
| ⋮     | ⋮      | ⋮          |
| n − 3 | peak   | ピーク     |
| n − 2 | ridge  | リッジ     |
| n − 1 | facet  | ファセット |
| n     | body   | (全体集合) |

高次元幾何学において、超多面体の面とは、その任意の次元の要素を言う。k 次元の面を k-次元面 (k-face) と呼ぶ。通常の多面体の多角形面は、二次元面である。超多面体の面全体の成す集合には超多面体自身と空集合が含まれ、一貫性のため空集合の「次元」は −1 が与えられる。任意の n-次元超多面体に対し、その面集合は −1 ≤ k ≤ n なる任意の k に対する k-次元面のすべてからなる。
この意味で例えば、立方体の面集合は、空集合、頂点（零次元面）、辺（一次元面）、正方形面（二次元面）と立方体自身（三次元面）からなる。
四次元の多胞体の面は以下のように分類できる:
- 四次元面: 多胞体自身
- 三次元面: 多面体胞（英語版）
- 二次元面: 多角形面
- 一次元面: 辺
- 零次元面: 頂点
- (−1)-次元面: 空集合

多面体的組合せ論のような一部の分野では、超多面体（ポリトープ）は定義により凸である。この場合は厳密に、ポリトープ P の面とは P と 任意の閉半空間でその境界が P の内部と交わらないものとの交わりを言う。この定義から、ポリトープの面全体の成す集合がポリトープ自身と空集合を持つことが従う。
抽象超多面体論や星型超多面体論などほかの分野では、超多面体の凸性は前提としない。抽象論においてもやはり、面全体の成す集合には超多面体自身（全体集合）と空集合を含める。

### 胞あるいは三次元面
四次元の多胞体、三次元の空間充填（ハニカム）あるいはそれらの高次元版において、その三次元面となる多面体要素を胞（ほう、英: cell; 胞体）と呼ぶ。特に多胞体および空間充填のファセットは胞になる。
| 多胞体                                   | 多胞体                                         | ハニカム                                                                                         | ハニカム                                                                                           |
| {4,3,3}                                  | {5,3,3}                                        | {4,3,4}                                                                                          | {5,3,4}                                                                                            |
| ---------------------------------------- | ---------------------------------------------- | ------------------------------------------------------------------------------------------------ | -------------------------------------------------------------------------------------------------- |
| 正八胞体は各辺に三つの立方体胞が接続する | 正百二十胞体は各辺に三つの十二面体胞が接続する | 立方体空間充填（三次元ユークリッド空間を埋め尽くす立方体分割）は各辺に四つの立方体胞が接続する。 | 四位十二面体空間充填（三次元双曲空間を埋め尽くす十二面体分割）は各辺に四つの正十二面体胞が接続する |

### ファセット
高次元の超多面体または超空間充填に対して、その余次元 1 の面をファセット (facet) と呼ぶ。すなわち、n-次元多面体のファセットは、その (n - 1)-次元面を言う。任意の超多面体はそのファセットによって囲まれる。
例えば:
- 線分のファセットは、その零次元面である頂点を言う。
- 多角形のファセットは、その一次元面である辺を言う。
- 多面体または一様平面充填（英語版）のファセットは、その二次元面である面を言う。
- 多胞体または凸一様空間充填（英語版）（三次元ハニカム）のファセットは、その三次元面である胞を言う。
- 五次元超多面体（英語版）または四次元ハニカムのファセットは、その四次元面を言う。

### リッジ
超多面体および超空間充填の余次元 2 の面は、リッジ（稜、ridge）または劣ファセット (subfacet) という。すなわち n-次元多面体のリッジは、その (n - 2)-次元面を言う。超多面体または超空間充填のリッジは、ちょうど二つのファセットに含まれる面になる。
例えば:
- 多角形または直線充填のリッジは、その零次元面である頂点を言う。
- 多面体または一様平面充填のリッジは、その一次元面である辺を言う。
- 多胞体または凸一様空間充填のリッジは、その二次元面である面を言う。
- 五次元超多面体または四次元ハニカムのリッジは、その三次元面である胞を言う。

### ピーク
超多面体および超空間充填の余次元 3 の面は、ピーク（鋒、peak）と言う。すなわち n-次元多面体のピークは、その (n - 3)-次元面を言う。正超多面体または正超空間充填において、ピークはファセットおよびリッジの回転軸を含む。
例えば:
- 多面体または一様平面充填のピークは、その零次元面である頂点を言う。
- 多胞体または凸一様空間充填のピークは、その一次元面である辺を言う。
- 五次元超多面体または四次元ハニカムのピークは、その二次元面である面を言う。

## 注